# Малаба (река)
Малаба (Малава, англ. Malaba River) — пограничная река в Восточной Африке. По реке проходит участок государственной границы Кении и Уганды. Берёт начало на южном склоне горы Элгон. В верхнем течении называется Луакака. Течёт на юго-запад. Течёт через город Малаба, разделённый государственной границей, восточнее Тороро. Принимает левый приток Маликиси (Malikisi). Теряется в заболоченной территории, не доходя до озера Кьога (бассейн Белого Нила).
В городе Малаба находится пункт пропуска через государственную границу на пути Найроби — Кампала, один из двух основных пунктов пропуска через государственную границу между Угандой и Кенией, наряду с Бусиа. В городе Малаба реку пересекает старая Угандийская железная дорога метровой колеи и автомобильная дорога, частью которой является дорога Найроби — Малаба (A104). На смену Угандийской железной дороге построена Кенийская железная дорога европейской колеи и строится Угандийская железная дорога европейской колеи.